# Большое Андрейково (Ярославская область)
Большое Андрейково — деревня Макаровской сельской администрации Судоверфского сельского поселения Рыбинского района Ярославской области.
Деревня расположена в лесном краю, к западу от города Рыбинска. Деревня стоит к северу от автомобильной дороги Рыбинск—Глебово. Деревня связана дорогой с микрорайоном Переборы находящимся к северо-востоку. Деревня Малое Андрейково расположено на небольшом расстоянии к западу. К югу от Большого Андрейково находится Кошелево. 
Деревня указана на плане Генерального межевания Рыбинского уезда конца XVIII века.
На 1 января 2007 года в деревне числился 181 постоянный житель. Городское почтовое отделение Рыбинск-16 (Переборы) обслуживает в деревне 17 домов. Улицы не именуются .